# Wahrnehmungssache
Wahrnehmungssache ist das Debütalbum des österreichischen Liedermachers Felix Kramer. Es erschien am 21. September 2018 auf dem Label Phat Penguin Records.

## Entstehung
Das Album wurde in rund fünf Monaten intensiver Studioarbeit unter der Leitung von Produzent und Kontrabassist der Band 5/8erl in Ehr’n Hanibal Scheutz aufgenommen. Scheutz wurde deshalb als Produzent ausgewählt, da Kramer von dessen Produktion des Albums Gut Lack von Scheutz' Vater Wilfried begeistert gewesen war und unbedingt mit ihm arbeiten wollte. Zu den einzelnen Aufnahmeterminen gab es keine fixen Uhrzeiten, stattdessen rief Kramer meist kurz vorher an, wenn er aufnehmen wollte. Diese Freiheit sei ihm wichtig gewesen, da er für die Aufnahmen in einem emotional ehrlichen Zustand sein müsse.
Die Musik wurde größtenteils von Kramer an Gitarre, Harmonium und Orgel sowie einigen erfahrenen Studiomusikern eingespielt. Sämtliche Streicher- und Bläserarrangements stammen hierbei von Kramer selbst, welcher an der Musik und Kunst Privatuniversität der Stadt Wien ausgewählte Fächer in Kompositionslehre und Jazztheorie besucht hatte. Generell hatte Kramer laut eigener Aussage "bei jedem Schlagzeug-Fill und jedem Klavier-Lick, bei jeder Bassline und beim Mischen" maßgeblichen Input und bezeichnet sich selbst in dieser Hinsicht als "anstrengenden Kontrollfreak".

## Stil
Musikalisch stellt Kramers Gitarre für die meisten Lieder die Grundlage dar, welche dann oftmals von Streichquartetten oder Klavier sanft untermalt werden. Das Concerto Magazin bezeichnete Wahrnehmungssache als einen "vorwiegend akustisch gehaltene[n], stimmige[n] Bogen aus chansonartigem Einfühlungsvermögen, Behutsamkeit und Pop. Generell ist die Begleitung oft minimalistisch und zurückhaltend arrangiert, wodurch Kramers Texte in den Vordergrund rücken.
Die Texte, auf wienerisch gesungen, handeln zumeist von den Unzulänglichkeiten des täglichen Lebens, von zwischenmenschlichen oder gesellschaftlichen Gräben, von Beziehungsgeschichten und von den Abgründen der menschlichen Seele. Dabei wurden von verschiedenen Publikationen oft Vergleiche mit anderen berühmten Textern und Singer-Songwritern wie Leonard Cohen, Georg Danzer, Bob Dylan oder Jacques Brel angestellt, die meisten Parallelen wurden allerdings zum Liedermacher Ludwig Hirsch gezogen.

## Titelliste
Text und Musik jeweils von Felix Kramer.
| Nr.          | Titel                    | Länge |
| ------------ | ------------------------ | ----- |
| 1.           | Wahrnehmungssache        | 3:15  |
| 2.           | Beide allan              | 4:09  |
| 3.           | Trotzdem nix woan        | 4:20  |
| 4.           | I trau mi ned            | 3:17  |
| 5.           | Trotzdem Platz           | 4:50  |
| 6.           | Gsund wern               | 4:03  |
| 7.           | An deiner Schulter       | 2:56  |
| 8.           | Es woa nix               | 4:42  |
| 9.           | Du muasst ned mehr       | 5:15  |
| 10.          | Vielleicht bist es eh du | 3:06  |
| 11.          | Es is ned so             | 5:12  |
| Gesamtlänge: | Gesamtlänge:             | 45:05 |

## Besetzung
- Felix Kramer: Gesang, Gitarre, Harmonium, Orgel
- Hanibal Scheutz: Kontrabass, E-Bass, Gitarre (auf Trotzdem nix woan), E-Gitarre (auf Trotzdem nix woan und Trotzdem Platz)
- Christian Grobauer: Schlagzeug
- Clemens Wenger: Klavier, Wurlitzer
- Martin Eberle: Flügelhorn
- Martin Ptak: Posaune
- Sophia Goidinger-Koch: Violine
- Emily Stewart: Violine
- Rafal Zalech: Viola
- Maiken Beer: Cello
- Doris Nicoletti: Flöte
- Martin Siewert: E-Gitarre (auf Trotzdem nix woan)

## Rezeption
Das Album wurde von Kritikern beinahe ausschließlich positiv bewertet und von einigen Publikationen zutiefst gelobt. So wurde Wahrnehmungssache in einer Sendung auf dem Radiosender Bayern 2 als "kleiner Meilenstein österreichischer Liedermacherkunst" bezeichnet, vom Falter als "exzellentes Debütalbum" klassifiziert und vom Standard als "berührendes Werk voller präziser Beobachtungen" beschrieben. Kramer sei laut einigen Rezensionen ein "Meister der Reduktion und Verdichtung" und ein "Erbe der Austropop-Größen vergangener Jahre", seine Lieder hätten eine "poetische Kraft" und einen "atmosphärischen Zauber".

„Seine Melodien fühlen sich vertraut an, in der Erinnerung verankert. Seine Texte, die sich oft um zwischenmenschliche Beziehungen drehen, glänzen durch lapidare Präzision. Sie sind uneitel und substanziell, beobachten, ohne zu bewerten, wirken weder altklug noch platt. Auf dem berührenden Debüt regiert eine Melancholie, die bereits Frieden mit sich selbst gemacht hat. Manchmal mit einem Schuss Wiener Morbidität, manchmal mit Schmäh versetzt. Dialekt und Sprachgefühl sei Dank, klingt das nie pathetisch.“

## Chartplatzierungen
| ChartsChartplatzierungen | Höchstplatzierung | Wochen |
| ------------------------ | ----------------- | ------ |
| Österreich (Ö3)          | 22 (3 Wo.)        | 3      |